# Hinabangan
Hinabangan est une municipalité de la province du Samar, aux Philippines.
Sa population est de 12 651 habitants au recensement de 2010 sur une superficie de 460 km2, subdivisée en 21 barangays.